# Franco Romero Loayza
Franco Segundo Romero Loayza (Piñas, 25 de agosto de 1952) es un empresario bananero y político ecuatoriano, fue asambleísta en representación de la provincia de El Oro.

## Trayectoria pública
Empezó su vida política como militante del Partido Socialista en la década de 1980, posteriormente pasó a la Izquierda Democrática, partido con el que llegó a la prefectura de El Oro para el periodo 1988-1992. Durante parte de su tiempo como prefecto fue nombrado vicepresidente del Consorcio de Gobiernos Autónomos Provinciales del país (Congope).
Fue elegido diputado provincial por la Izquierda Democrática en las elecciones legislativas de 1994 y de 1996, ocupando en dos ocasiones el puesto de vicepresidente del Congreso Nacional (1995-1996 y 1996-1997). Bajo este cargo fue el encargado de ceñir la banda presidencial a Fabián Alarcón Rivera, luego de la salida del poder del presidente Abdalá Bucaram.
En 1997 fue objeto de acusaciones sobre el supuesto manejo irregular de fondos públicos, por lo que se perfilaba un juicio político en su contra y su posible descalificación como diputado. Sin embargo, antes de que el juicio ocurriera Romero renunció al Congreso y se postuló como candidato de la Izquierda Democrática a la Asamblea Constituyente de 1997, obteniendo finalmente una curul.
En 2004 se desafilió de la Izquierda Democrática y se unió al Partido Social Cristiano (PSC). De la mano del mismo participó como candidato a la prefectura de El Oro, pero perdió ante el roldosista Montgómery Sánchez, quien buscaba la reelección.
En las elecciones legislativas de 2006 fue elegido diputado por el PSC en representación de la provincia de El Oro. Meses después de iniciado el periodo, en marzo de 2007, fue uno de los seis diputados del Partido Social Cristiano en no ser destituidos por el TSE durante la crisis legislativa causada por el pedido de aprobación de consulta popular del presidente Rafael Correa para la instauración de la Asamblea Constituyente de 2007. Aun así, fue cesado de sus funciones, junto con el resto del Congreso, una vez que la Asamblea se instaló.
Para las elecciones legislativas de 2013 consiguió una curul como asambleísta en representación de El Oro por el Partido Social Cristiano. Sin embargo, en julio de 2016 anunció su desafiliación del partido alegando discrepancias en torno a la precandidatura presidencial de la asambleísta Cynthia Viteri para las elecciones de 2017. Dirigentes del partido aseveraron en días posteriores que Romero se habría desafiliado debido a la decisión interna de no postularlo a la reelección como asambleísta.
Para las elecciones de 2017 fue reelecto asambleísta de El Oro por la alianza entre los movimientos Creando Oportunidades y Sociedad Unida Más Acción.